# 후카사와촌 (가나가와현)
후카사와촌(일본어: 深沢村)은 일본 가나가와현의 중남부 가마쿠라군에 속했던 촌이다.

## 연혁
- 1889년 4월 1일 - 정촌제 시행에 의해 주변의 촌들을 합병해 후카자와 촌이 성립하였다.
- 1945년 1월 9일 - 가마쿠라 공습을 받아 3대의 B-29 폭격기가 날아와 촌내에 피해를 주었다고 전해지고 있으나, 정확한 위치는 확실치 않다.
- 1948년 1월 1일 - 가마쿠라 시에 편입되었다.

현재의 가마쿠라시 후카사와 지역에 해당된다.

## 교통

### 도로
- 가나가와 현도 후지사와 가마쿠라 선 - 현재의 가나가와 현도 32호 후지사와 가마쿠라 선
- 가나가와 현도 가타세 오후나 선 - 현재의 가나가와 현도 304호 고시고에 오후나 선

## 참고 문헌
- 角川日本地名大辞典編纂委員会,『角川日本地名大辞典 神奈川県』1984, 角川書店